# توارداوا
توارداوا (به لهستانی:  Twardawa) یک روستا در لهستان است که در گمینا گووگووک واقع شده‌است.